# Repliee Q2

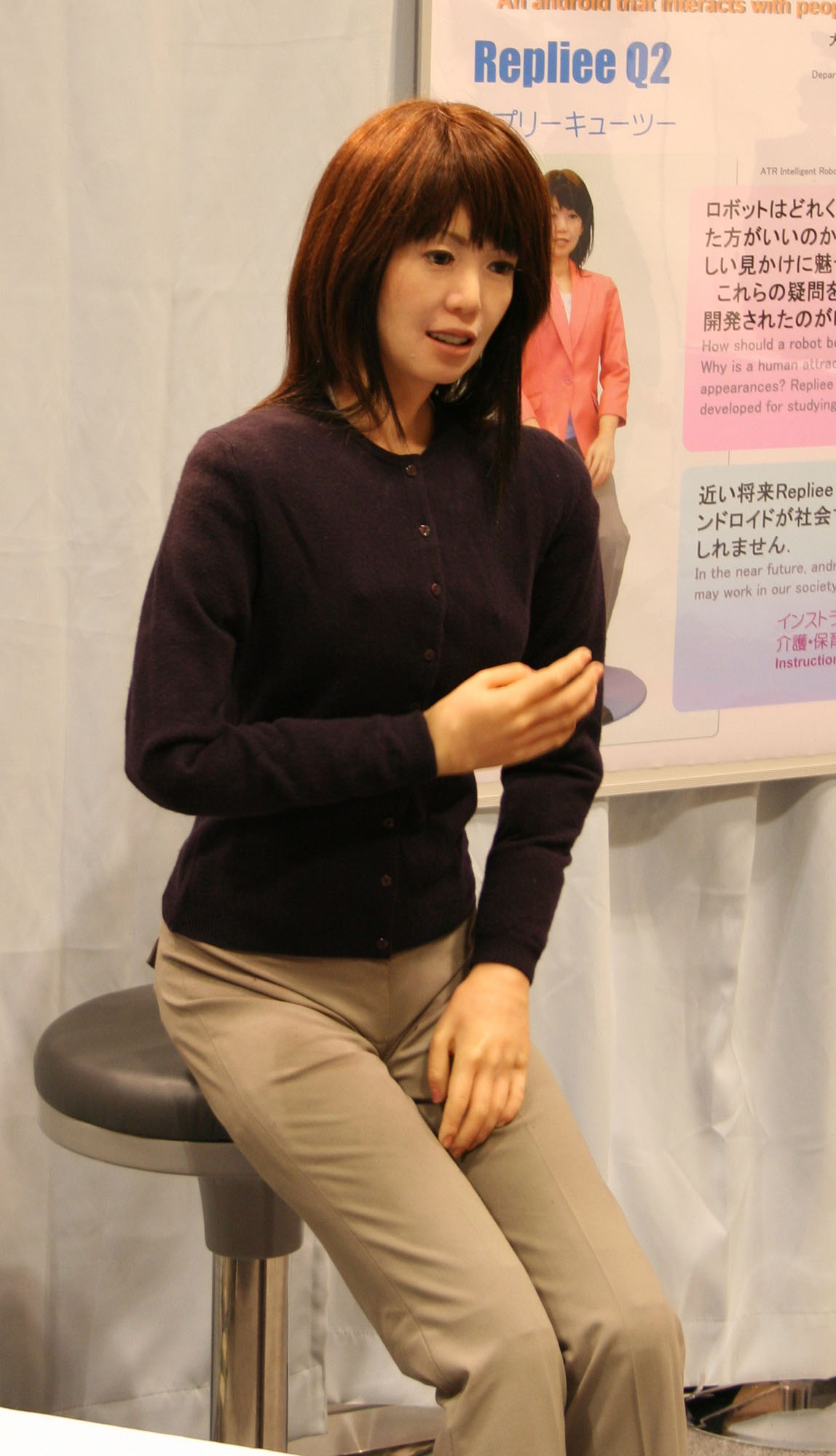
Андроид Repliee Q2

Repliee Q2 — человекоподобный девушка-робот — актроид, созданный главой Лаборатории разумной робототехники Осакского университета Хироси Исигуро совместно с отделом аниматроники компании Кокоро (англ. Kokoro Company Ltd.). Прототипом для создания Repliee Q2 послужила ведущая новостей Аяко Фудзи (Ayako Fujii).

## История
Впервые Repliee Q2 был представлен на всемирной выставке World Expo, проходившей в 2005 году в Айти (Aichi), Япония, под рабочим названием Repliee Q1expo.
На демонстрациях андроид исполнял роль телевизионного интервьюера. Он представлял экспонаты, шутил и на протяжении всего шоу очень активно взаимодействовал с публикой.
Всенаправленные камеры, микрофоны и многочисленные датчики легко позволяли Repliee Q2 определять человеческую речь и жестикуляцию.

## Разработка
Девушка-робот Repliee Q2 был разработан учёными из Департамента Адаптивных машинных систем при Высшей школе техники Университета Осаки c целью исследования естественного взаимодействия роботов и людей.
Модель имеет сверхпрочный скелет из углеволокна и пластика, покрытый пятимиллиметровой мягкой, специально окрашенной, полиуретановой силиконовой оболочкой. Кожа робота выполнена не из твёрдой пластмассы, а с помощью силиконового каучука с эффектом запоминания формы и гипсовой формы.
Кроме того, андроид оборудован 42 маленькими приводами, позволяющими добиться максимально плавных движений корпуса. Так как в движение приводы приводит внешний компрессор воздуха размером с холодильник, то движением робота было пожертвовано. Внешними являются большинство элементов и датчиков робота. Датчики, встроенные в пол, отслеживают человеческое движение, видеокамеры распознают лица и жесты, а микрофоны улавливают речь.

## Отличительные черты
Главной отличительной особенностью Repliee Q2 является его удивительно «живое» лицо. Создатели сделали особый акцент на верхней части тела робота: глазах, губах, шее, руках и торсе. В одежде, парике и с губной помадой — это настоящее зеркальное отражение японской телеведущей Фудзи.
Стратегия Исигуро — моделирование роботов на основе реальных людей.
«Внешность очень важна для установления межличностных отношений», — утверждает 42-летний Исигуро. — «Роботы — это информационная среда, особенно гуманоидные роботы. Их основная роль в нашем будущем — естественно взаимодействие с людьми».
До Repliee Q2 профессор создал Repliee R1, который выглядел как пятилетняя японская девочка и был «скопирован» с его дочери. Однако малое количество приводов привело к неестественности её движений.
В сравнении с предыдущей моделью Repliee Q2 может вести длительные беседы, а большой набор датчиков, встроенных в кожу, позволяет поворачиваться и реагировать на происходящее почти так же, как это делает человек, моргать глазами и даже делать вид, что дышит.

## Дальнейшее развитие
На сегодняшний день[уточнить] модель Repliee Q2 признана самым человекоподобным андроидом. Её создатель, Хироси Исигуро уверен, что через 15-20 лет роботы будут так похожи на людей, что невозможно будет визуально отличить человека от робота-андроида.